# Platzkilometer
Der Platzkilometer ist eine Recheneinheit im öffentlichen Personenverkehr. Er bezeichnet das Produkt der von einem Verkehrsunternehmen angebotenen Fahrgastplätzen und dem vom jeweiligen Verkehrsmittel zurückgelegten Weg. Als Fahrgastplatz gelten sowohl Sitzplätze (ohne Fahrersitz), als auch Stehplätze, wobei ein Platzbedarf von 0,25 Quadratmeter je Fahrgast zu Grunde gelegt wird.
Der Platzkilometer dient als Abrechnungsgrundlage in Verkehrsverbünden des ÖPNVs. Dabei bleibt unberücksichtigt, ob dieses Angebot auch genutzt wurde.
Das Pendant zur Berechnung der genutzten Leistung ist Personenkilometer.